# Giuseppi Ramos
Enrique Giuseppi Ramos (n. Callao, Perú, 18 de mayo de 1983) es un exfutbolista peruano. Jugaba de volante.

## Clubes
| Club                    | País | Año       |
| ----------------------- | ---- | --------- |
| Alianza Lima            | Perú | 2003-2004 |
| Estudiantes de Medicina | Perú | 2004      |
| Alianza Lima            | Perú | 2005      |
| Deportivo Municipal     | Perú | 2005-2007 |
| Sport Boys              | Perú | 2008      |
| Universidad San Marcos  | Perú | 2009-2011 |
| Minsa FBC               | Perú | 2012      |
| Sport Victoria          | Perú | 2013      |
| Alianza Universidad     | Perú | 2014      |
| Comerciantes Unidos     | Perú | 2015      |
| Cultural Santa Rosa     | Perú | 2016      |
| Sport Victoria          | Perú | 2017      |

## Palmarés

### Campeonatos nacionales
| Título                    | Club                | País | Año  |
| ------------------------- | ------------------- | ---- | ---- |
| Torneo Apertura           | Alianza Lima        | Perú | 2004 |
| Primera División del Perú | Alianza Lima        | Perú | 2004 |
| Segunda División          | Deportivo Municipal | Perú | 2006 |
| Segunda División          | Comerciantes Unidos | Perú | 2015 |